# Kribbella catacumbae
Kribbella catacumbae este o specie de bacterie din genul Kribbella. A fost descoperită pe pereții catacombelor romane în 2008.